# Martin Vårdstedt
Carl Gustav Martin Vårdstedt, född 29 augusti 1966, är en svensk journalist, TV-producent och författare.
Åren 1993–2000 arbetade Vårdstedt på Dagens Nyheter som reporter, redaktör för DN På Stan samt featurechef, därefter chefredaktör på Resumé och vd på Resumé Förlag AB.  Sedan 2004 har han varit verksam inom public service, på Sveriges Radio P1 och Sveriges Television, där han varit redaktör för program som Kobra, Kulturnyheterna, Landet Brunsås, producent för Ikaros-belönade Korrespondenterna samt Aktuellts nyhetstimme. Han har verkat som programutvecklare på SVT Kultur och Samhälle och projektledare för bland annat Kobra, Tidsjakten, Deckarna, Bornebusch i tevefabriken, Femtastic och Jills veranda.
Sedan 2017 är han programchef och ansvarig utgivare på SVT Kultur och Samhälle i Stockholm.
Han har ett förflutet som körsångare på Folkoperan samt har utgivit flera barnböcker.